# Цитрат-ион

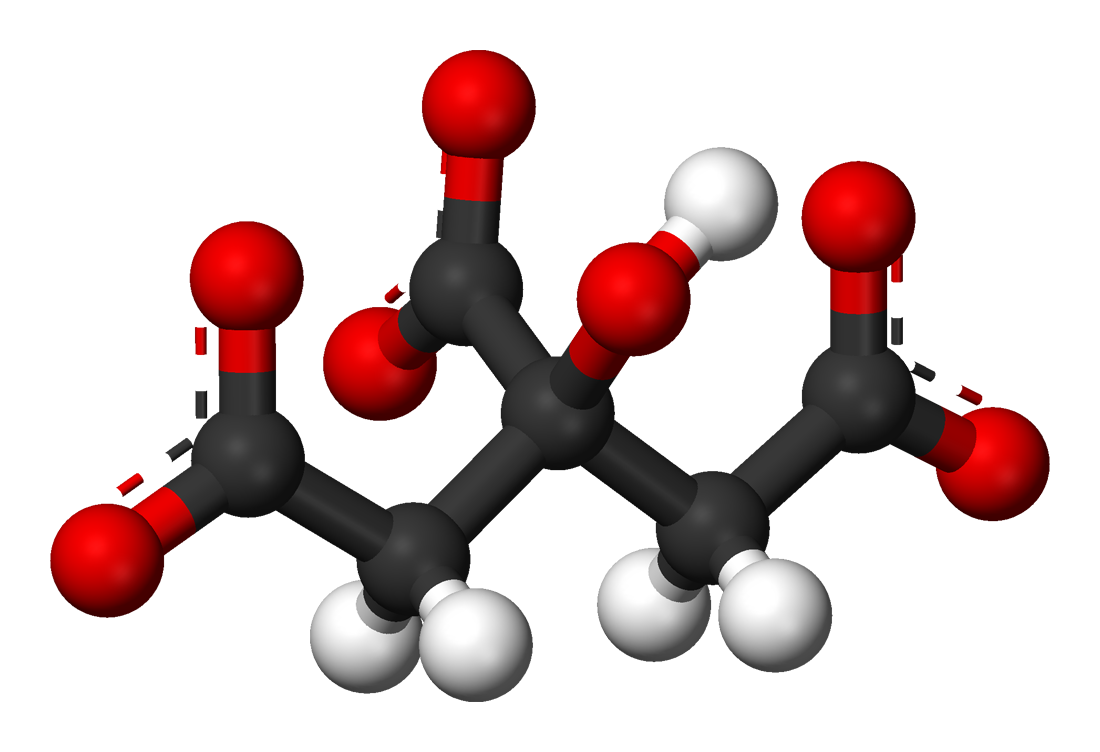
Цитрат-ион

Цитра́т-ион — анион лимонной кислоты с формулой C6H8O7

## Цитраты
Цитраты — химические соединения, соли лимонной кислоты (например, цитрат натрия) или её сложные эфиры (триметилцитрат).

## Иные ионы лимонной кислоты
Так как лимонная кислота многоосновна, существуют и промежуточные ионы, гидроцитрат-ион HC6H5O72− и дигидроцитрат-ион H2C6H5O7−. Они образуют кислые соли.

## Гидролиз
Кислые соли в водных растворах дают слабо выраженную кислую реакцию, в то время как нормальные соли щелочных металлов вследствие гидролиза по аниону дают слабо выраженную основную реакцию.

## Применение
- Кислые соли цитраты — компонент буферных растворов.
- Лимонная кислота может применяться как слабая хелатная добавка.

## В метаболизме
- Цитрат-ион — посредник в цитратном цикле (АТФ, Кребса).
- Высокая концентрация цитрата может ингибировать энзим фосфофруктокиназу — участника цепи гликолиза.
- Является важным компонентом синтеза жирных кислот в цитоплазме клетки.